# 臺北駐厄瓜多商務處
臺北駐厄瓜多商務處（西班牙語：Oficina Comercial de Taipei），亦稱駐厄瓜多代表處，是中華民國政府派駐厄瓜多共和國的代表機構。
商務處負責推動臺灣與厄瓜多之間的雙邊關係，以及辦理護照、簽證、文件證明等领事相關業務，並提供僑民服務與旅外國人急難救助，功能等同邦交國的大使館。

## 歷史
1974年10月17日，中華民國於第1大城設立駐厄瓜多惠夜基臺灣領務代理處。
1977年4月12日，於首都基多設立具大使館功能的中華民國駐厄瓜多商務處，是首個在非邦交國使用中華民國國號的駐外機構。5月1日，臺灣領務代理處則更名為駐惠夜基分處（。於1998年10月31日關閉）。
2017年6月27日，中華民國外交部表示受厄瓜多政府片面要求，原中華民國駐厄瓜多商務處已更名為臺北駐厄瓜多商務處。

## 外部連結
- 臺北駐厄瓜多商務處的Facebook專頁